# Obermorschwiller
Obermorschwiller là một xã ở tỉnh Haut-Rhin trong vùng Grand Est ở đông bắc Pháp. Xã này có diện tích 6,05 km², dân số năm 1999 là 452 người. Khu vực này có độ cao 260 mét trên mực nước biển.